# Ciminà
Ciminà – miejscowość i gmina we Włoszech, w regionie Kalabria, w prowincji Reggio Calabria.
Według danych na rok 2004 gminę zamieszkiwały 684 osoby, 14,2 os./km².